# Línia evolutiva de Mareep
Aquesta línia evolutiva de Pokémon inclou Mareep, Flaaffy i Ampharos.

## Mareep
Mareep és una de les espècies que apareixen a la franquícia Pokémon, una sèrie de videojocs, anime, mangues, llibres, cartes col·leccionables i altres mitjans que va ser inventada per Satoshi Tajiri i ha generat milers de milions de dòlars en beneficis per a Nintendo i Game Freak. És de tipus elèctric i evoluciona a Flaaffy.

## Flaaffy
Flaaffy (conegut com a モココ Mokoko en l'original japonès) és una de les 493 espècies que apareixen als videojocs de Pokémon, una saga desenvolupada per Game Freak per a Nintendo. Va aparèixer per primera vegada a la segona generació de videojocs, amb Pokémon Gold i Pokémon Silver, llançats el 6 d'abril del 2001 a Europa. Juntament amb Luxio, Pikachu i Electabuzz, Flaaffy és un dels únics Pokémon de tipus elèctric ja evolucionats que poden evolucionar una altra vegada. El nom Flaaffy és una mescla dels mots anglesos fluffy ("vellós") i baa (una onomatopeia del so que fa una ovella).
Com tots els altres Pokémon dels videojocs, el rol de Flaaffy és lluitar a les ordres del seu entrenador contra Pokémon salvatges o d'altres entrenadors, guanyant punts d'experiència que li permeten pujar de nivell. Flaaffy també ha aparegut en altres mitjans com ara Pokémon, el joc de cartes col·leccionables de Pokémon i mangues de Pokémon.

### Creació i concepte
El disseny artístic de Flaaffy va ser dut a terme per Ken Sugimori, un amic del creador del joc "Pocket Monsters" Satoshi Tajiri, durant el procés de creació de Pokémon Gold i Pokémon Silver al Japó. El nom original モココ Mokoko va ser traduït per la versió europea en diferents versions: Flaaffy en anglès, italià, castellà, portuguès i neerlandès, entre d'altres; Lainergie en francès; i Waaty en alemany.
En els primers videojocs de Pokémon, Flaaffy era representat per un sprite bidimensional; però en jocs com Pokémon Stadium 2 (N64), Pokémon Colosseum (GameCube), Pokémon XD (GameCube) o Pokémon Battle Revolution (Wii) apareix representat per models tridimensionals. En els jocs, Flaaffy emet sons però no té cap mena de diàleg parlat. A Pokémon, Flaaffy es comunica usant expressions facials, llenguatge corporal i repetint síl·labes del seu propi nom amb diferents tons.

### Morfologia
Flaaffy és una ovella particular: a més de tenir la pell de color rosa, hi ha parts del seu cos on la llana no creix. Això es deu al fet que emmagatzema un excés d'electricitat en certes regions del seu cos. La seva pell semblant al cautxú evita que s'electrocuti a si mateix mentre aprofita la llana per acumular-hi energia. Quan un Flaaffy té una llana d'especial qualitat, és capaç de generar un voltatge més alt amb una menor quantitat de llana. Una vegada ha atès la seva màxima capacitat d'emmagatzematge d'energia, la seva cua s'il·lumina i és capaç de llançar temibles descàrregues elèctriques.
La poca llana que creix al seu cos es troba al cap i al voltant del coll, i té ratlles negres a la cua i a les orelles. Flaaffy prefereix romandre assegut, però és capaç de posar-se dempeus a dues potes si és necessari, a diferència de la seva forma preevolucionada Mareep.

### En els videojocs

L'Espeon del jugador combat un Flaaffy salvatge en aquesta presa de pantalla de Pokémon Silver.

Flaaffy és l'etapa intermèdia de la seva línia d'evolució: evoluciona de Mareep i evoluciona a Ampharos.
Com a Pokémon de tipus elèctric que és, té un gran avantatge sobre Pokémon de tipus aigua o tipus volador, però no és molt efectiu contra els Pokémon de tipus drac, planta o altres Pokémon elèctrics. Els seus atacs elèctrics són totalment ineficaços contra els Pokémon de tipus terra. A més, és especialment feble contra els atacs de tipus terra i resisteix bé els atacs de tipus acer i volador.
Flaaffy destaca especialment pel seu nivell d'Atac Especial, que és notablement alt, sobretot si es té en compte que encara pot evolucionar una vegada més. El costat dolent és que pot aprendre un ventall molt limitat d'atacs especials que no li permeten treure el màxim profit d'aquesta bona estadística. A part d'atacs elèctrics com ara Thunderbolt o Thunder, no pot fer servir altres atacs especials. Anteriorment podia treure partit de Fire Punch, un atac de tipus foc, però a partir de la quarta generació de videojocs, aquest atac va passar a ser un atac físic.
La manera més fàcil d'aconseguir un Flaaffy (i en alguns dels jocs, l'única) és fer evolucionar un Mareep. A Pokémon Gold i Pokémon Silver també es poden capturar Flaaffy salvatges a les rutes 42 i 43. D'altra banda, a Pokémon Colosseum es pot capturar un Shadow Flaaffy a Pyrite Town, i a Pokémon XD es pot fer evolucionar un Shadow Flaaffy capturat al Shadow Pokémon Lab. Finalment, a Pokémon Diamond i Pokémon Pearl se'n poden trobar a la ruta 222.

## Ampharos
Ampharos és una de les espècies que apareixen a la franquícia Pokémon, una sèrie de videojocs, anime, mangues, llibres, cartes col·leccionables i altres mitjans que va ser inventada per Satoshi Tajiri i ha generat milers de milions de dòlars en beneficis per a Nintendo i Game Freak. És de tipus elèctric i evoluciona de Flaaffy.